# Mitrophrys formosa
Mitrophrys formosa là một loài bướm đêm trong họ Noctuidae.